# Sleep Token
Sleep Token je britská rocková kapela z Londýna, která vznikla v roce 2016. Jedná se o anonymní maskovaný kolektiv vedený frontmanem, který používá přezdívku Vessel.

## Kariéra
V roce 2016 vydali bez nahrávací společnosti své debutové EP One. Po úspěchu alba podepsali smlouvu s Basick Records a následující rok vydali pokračování svého EP, které pojmenovali Two.
Později skupina podepsala smlouvu s vydavatelstvím Spinefarm Records.
V roce 2019 vydala své debutové plnohodnotné studiové album Sundowning.
V roce 2021 následovalo album This Place Will Become Your Tomb.
V květnu 2023 vydali třetí album Take Me Back to Eden.

## Styl a žánr
Členové skupiny během koncertů vystupují s maskami a nikdy neodhalili svoji identitu.
Masky skupiny jsou přirovnávány ke kapelám Ghost, Slipknot a Gwar.
Hlavními žánry skupiny jsou alternativní metal, post-rock, metal, progressive metal, indie rock, pop a djent.

## Členové
- Vessel – zpěv, kytara, klávesy, basová kytara

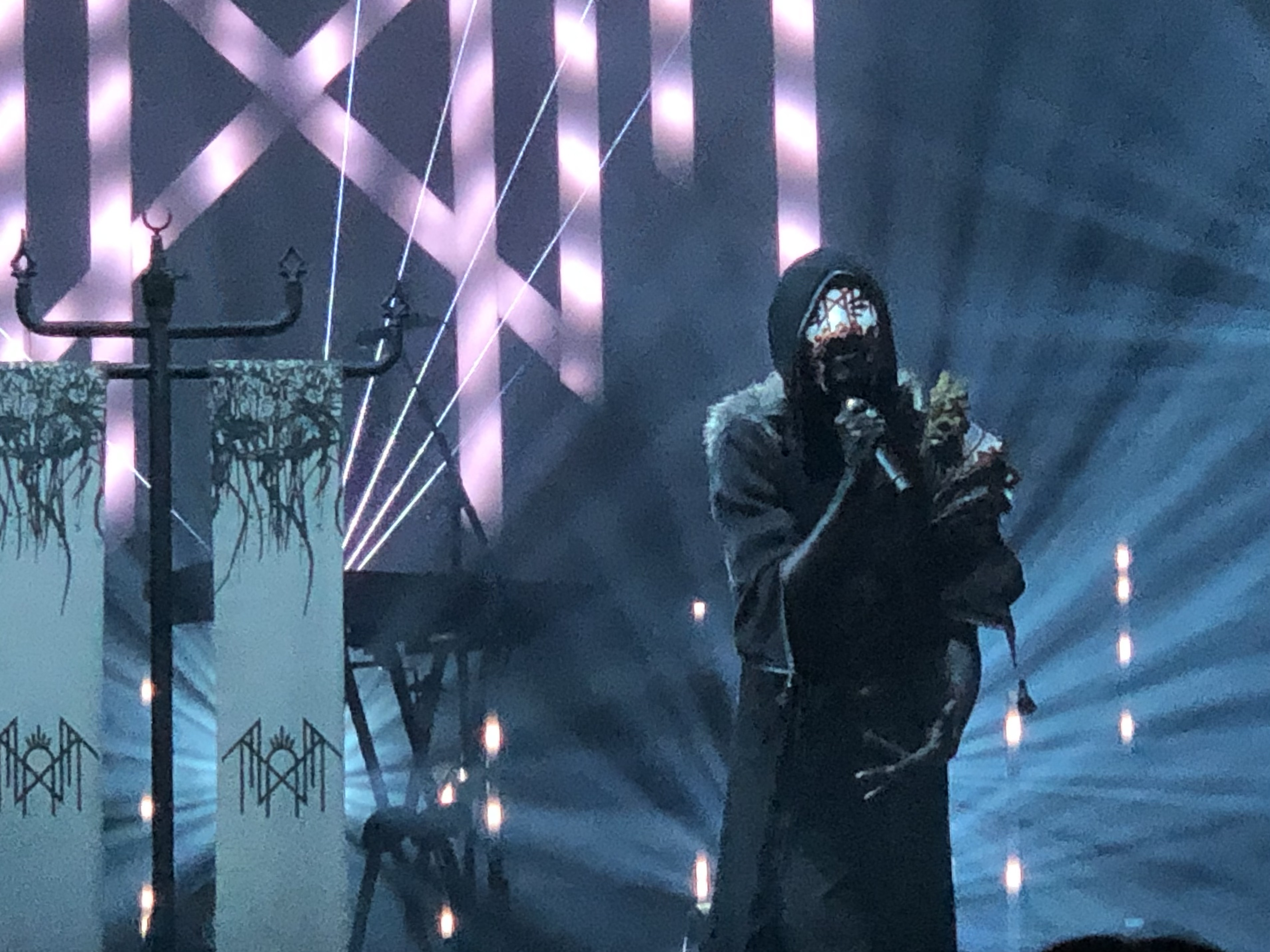
Vessel

- II – bicí, pekuse
- III – basová kytara
- IV – kytara, doprovodné vokály
- Espera – doprovodné vokály

## Diskografie
Studiová alba
- Sundowning (2019)
- This Place Will Become Your Tomb (2021)
- Take Me Back to Eden (2023)
- Even in Arcadia (2025)